# Salonsaari (Päijänne, Asikkala)
Salonsaari  est une île du lac Päijänne situee à Asikkala au centre de la Finlande.

## Géographie
L'île mesure 7,1 kilomètres de long et 5,3 kilomètres de large pour une superficie de 16,7 km2.
Les parties Sud et Sud-ouest de Salonsaari sont constituées de terres arables basses alternant avec par de petites parcelles forestières. 
Les parties Nord et Est de l'île est couverte de terres forestières. Dans la partie nord s'élève un plateau rocheux s'élevant à plus de 120 mètres, dont les deux sommets sont appelés Muonakallio et Huipunkallio. 
Le plus haut sommet de l'île est situé au sud de Muonakalio. Il atteint une altitude d'environ 140 mètres, point auquel il s'élève à 62 mètres au dessus du lac Päijänne. 
Les autres sommets de l'île sont Haarahonganmäki et Sarvenkangas,,.